# Ede Herczog
Ede Herczog (né à Pecsenyéd en 1880 et mort en 1959) était un arbitre et un entraîneur hongrois de football.

## Carrière d'entraîneur
Entre 1911 et 1914, Ede Herczog fut le sélectionneur national de la Hongrie, pendant 22 matches. Il remporta 14 matchs, fit 5 matchs nuls, et concéda 3 défaites. Il fit les JO 1912, où il amena la Hongrie à la cinquième place du tournoi.

## Carrière d'arbitre
Il a officié dès 1901, puis internationalement depuis 1907 jusqu'en 1912. Il a officié dans une compétition majeure : 
- JO 1912 (1 match)